# Henk Zanoli
Hendrikus Antonius „Henk“ Zanoli (* 21. April 1923 in Laren; † 9. Dezember 2015 in Den Haag) war ein niederländischer Rechtsanwalt und Mitglied des niederländischen Widerstands während des Zweiten Weltkriegs, der mit dem Ehrentitel Gerechter unter den Völkern ausgezeichnet wurde, seine Auszeichnung jedoch zurückgab, nachdem bei einem israelischen Luftangriff im Rahmen der Operation Protective Edge sechs angeheiratete palästinensische Verwandte seiner Großnichte getötet worden waren.

## Leben
Während des Krieges war die Familie Zanoli in den Widerstand involviert. Im Jahr 1943, als Zanolis Vater bereits von den deutschen Besatzern verhaftet worden war, schmuggelte Zanoli selbst den kleinen jüdischen Jungen Elhanan Pinto von Amsterdam nach Eemnes. Zusammen mit seiner Mutter Jans hielt Zanoli Pinto für den Rest des Krieges versteckt. Während der Rest von Pintos Familie im Holocaust getötet wurde, überlebte er bis zu seinem 72. Lebensjahr, bevor er 2007 in Jerusalem starb. Die Widerstandsarbeit kostete Zanolis Vater und Schwager das Leben, während seine jüdische Schwägerin deportiert wurde und nie zurückkehrte.
Im Jahr 2011 verlieh der Staat Israel der Mutter von Zanoli ebenfalls die Auszeichnung „Gerechte unter den Völkern“. Im Jahr 2014, im Alter von 91 Jahren, gab Zanoli die Medaille an Israel zurück, nachdem ein israelischer Luftangriff sechs im Gazastreifen lebende  angeheiratete Verwandte seiner als Diplomatin tätigen Großnichte getötet hatte. Es handelte sich dabei um die erste Frau ihres Schwiegervaters sowie drei Brüder, eine Schwägerin und einen Neffen ihres Mannes, eines palästinensischen Wirtschaftswissenschaftlers.